# Zekelita lilacea
Zekelita lilacea är en fjärilsart som beskrevs av M.Gaede. Zekelita lilacea ingår i släktet Zekelita och familjen nattflyn. Inga underarter finns listade i Catalogue of Life.